# 응우옌푹뉴리
응우옌푹뉴리(Nguyễn Phúc Như Lý, 1908년 7월 22일 ~ 2005년 7월 9일)는 베트남 응우옌 왕조의 황녀이다. 함응이의 2번째 딸로, 어머니는 마르셀 라오이다.